# NGC 2831
NGC 2831 (również PGC 26376 lub UGC 4942) – galaktyka eliptyczna (E0), znajdująca się w gwiazdozbiorze Rysia. Odkrył ją 13 marca 1850 roku George Stoney – asystent Williama Parsonsa. Wraz z NGC 2830 i NGC 2832 wchodzi w skład grupy galaktyk skatalogowanej jako Arp 315 w Atlasie Osobliwych Galaktyk Haltona Arpa, ponieważ jednak przesunięcia ku czerwieni tych galaktyk dość mocno się różnią, nie jest pewne, czy galaktyki te są ze sobą fizycznie związane.